# Larynxparalyse
Die Larynxparalyse, auch Kehlkopflähmung, ist eine neurodegenerative Erkrankung des Hundes. Durch gestörte Innervierung kommt es zu einer zunehmenden Einengung des Kehlkopfs durch die Stimmfalten. Ähnliche Erkrankungen sind die halbseitige Larynxparalyse des Pferdes (→ Kehlkopfpfeifen) und die Kadaverstellung in der Humanmedizin.

## Ursachen
Die Larynxparalyse kann angeboren sein und dann bereits bei jungen Tieren auftreten, insbesondere beim Bouvier des Flandres. Auch eine erworbene Schädigung der relevanten Nerven können zur Larynxparalyse führen. Zumeist ist jedoch kein spezifischer Grund identifizierbar; diese idiopathische Larynxparalyse tritt zumeist bei älteren Tieren auf und bevorzugt, aber nicht ausschließlich, bei größeren Rassen. 

### Symptome
Die Larynxparalyse äußert sich anfangs durch Atemgeräusche (Stridor), insbesondere bei Aufregung oder körperlicher Belastung. Auch heiseres Bellen oder Husten kann auftreten. Durch zunehmende Atemnot zeigen die Hunde wachsende Bewegungsunlust. In schweren Fällen kann eine lebensbedrohliche Atemnot einsetzen.

## Therapie
Bei endoskopisch gesicherter Diagnose erfolgt die Therapie in der Regel durch eine Operation, bei der eine der gelähmten Stimmfalten nach außen gezogen und vernäht wird, so dass die Atemwege frei bleiben (Lateralisation der Stellknorpel).

## Prognose
Der Verlauf einer nicht therapierten Larynxparalyse ist nicht vorhersehbar. Plötzliche Verschlechterungen, insbesondere bei warmer Witterung, werden beobachtet. Vor und nach einer Operation besteht das Risiko, dass die Hunde sich verschlucken und eine Aspirationspneumonie auftritt.